# 利亞巴
利亞巴（Liaba）為布吉納法索的一座城鎮，由布克萊迪穆翁大區巴瓦省庫卡縣管轄。海拔高度334公尺。2005年人口普查中該城鎮人口有541人。

## 氣候
利亞巴的年均溫度為27℃，其中4月為最炎熱的月份，平均溫度可達到32℃；而9月為最寒冷的月份，平均溫度只有23℃。此城鎮的年平均降雨量為1,096毫米，其中8月為最潮濕的月份，平均降雨量達287毫米；而2月為最乾燥的月份，平均降雨量只有1毫米。